# Wapen van Vreeland
Het wapen van Vreeland werd op 30 september 1818 per besluit van de Hoge Raad van Adel bevestigd in gebruik bij de Utrechtse gemeente Vreeland. De gemeente heeft een tweede wapen op 17 mei 1889 per Koninklijk Besluit ontvangen. Op 1 april 1964 werd de gemeente opgeheven, op die datum is de gemeente opgegaan in de Utrechtse gemeente Loenen. Het wapen dat Loenen op 20 april 1972 ontving vertoont grote overeenkomsten met dat van Vreeland.

## Blazoeneringen
De gemeente heeft twee wapens gehad, hieronder de officiële beschrijvingen zoals vermeld bij de Hoge Raad van Adel.

### Eerste wapen
De blazoenering van het eerste wapen luidt als volgt:
Van zilver beladen met een tweetoornige burg in natuurlijke kleur, het dakwerk van lazuur, van boven een rood schildje beladen met een gouden kruis, van onderen St.Joris den draak vellende.
Het wapen is geheel van zilver met daarop een burcht met twee torens. De burcht zelf is van natuurlijke kleur, in dit geval bruin. De daken op de burcht zijn blauw van kleur. Boven het middelste dak is een rood schild met gouden kruis geplaatst. Onder de burcht staat Sint Joris die de draak met zijn lans steekt.

### Tweede wapen
De blazoenering van het tweede wapen luidt als volgt:
Doorsneden, het eerste van zilver beladen met een burcht of kerk met klok en kijktoren van keel en dakwerk van lazuur, waarboven een schildje van keel, beladen met een kruis van zilver (wapen van het voormalige Sticht van Utrecht); het tweede van lazuur beladen met een St. Maarten te paard, met zijn zwaard een pand van zijn mantel afsnijdende ten behoeve van een hem volgenden gebrekkigen bedelaar, alles van goud. Het schild omgeven door het randschrift Gemeentebestuur van Vreeland.
Het wapen is in twee gelijke delen gedeeld. Het bovenste is zilver van kleur met daarop een rode kerk of burcht. Aan de heraldisch rechterzijde een klokkentoren en aan de andere zijde een uitkijktoren met kantelen. De daken van de klokkentoren en het gebouw zijn blauw van kleur. Bovenin, in het midden, het wapen van het Sticht Utrecht. Het onderste deel is blauw van kleur met daarop Sint Maarten die zijn mantel afsnijdt voor een bedelaar. Dit deel is in de rijkskleuren, dus een blauw veld met een gouden voorstelling. Niet vermeld in de beschrijving, wel aanwezig op de tekening is het gouden kruisje op de torenspits.

## Geschiedenis
Het oudst bekende stadszegel van de stad Vredelant, uit 1415, toont twee torens met daaronder een afbeelding van Sint Maarten. Het bijschildje boven de kerk is een aanwijzing dat er banden zijn met het Sticht Utrecht. In het eerste wapen staat Sint Joris, vermoedelijk ten gevolge van een vergissing die bij de bevestiging van het wapen in 1818 gemaakt is. Hartemink vermeldt dat St. Joris de patroonheilige van Vreeland was. In het tweede wapen staat Sint Maarten, de patroonheilige van het Sticht. Het stadszegel stelt de gestileerde stad voor, in de dertiende tot vijftiende eeuw. Het toont de twee belangrijkste gebouwen van de stad: de kerktoren en de kasteeltoren. Dit verklaart waarom de beide torens op de zegels en op het tweede wapen zo verschillend zijn. Het zijn de centra van de kerkelijke en wereldlijke macht. Het bijschildje heeft in de eerste versie van het wapen een gouden kruis, wat verwijst naar de kerk van Utrecht; op het tweede wapen heeft het een zilveren kruis, wat verwijst naar het Sticht Utrecht.

## Overeenkomstige wapens

Het wapen van Loenen
Het wapen van het Sticht Utrecht

Abcoude
· Abcoude-Baambrugge
· Abcoude-Proostdij
· Achttienhoven
· Amerongen
· Benschop
· Breukelen
· Breukelen-Nijenrode
· Breukelen-Sint Pieters
· Bunnik
· Cothen
· Darthuizen
· De Vuursche
· Doorn
· Driebergen
· Driebergen-Rijsenburg
· Everdingen
· Haarzuilens
· Hagestein
· Harmelen
· Hoenkoop
· Hoogland
· Houten
· Indijk
· Jaarsveld
· Jutphaas
· Kamerik
· Kockengen
· Langbroek
· Leersum
· Linschoten
· Loenen
· Loenersloot
· Loosdrecht
· Maarn
· Maarssen
· Maarsseveen
· Maartensdijk
· Mijdrecht
· Nigtevecht
· Noord-Polsbroek
· Odijk
· Oudenrijn
· Polsbroek
· Rijsenburg
· Ruwiel
· Schalkwijk
· Snelrewaard
· Sterkenburg
· Stoutenburg
· Tienhoven
· Vianen 
· Vinkeveen
· Vinkeveen en Waverveen
· Vleuten
· Vleuten-De Meern
· Vreeland
· Vreeswijk
· Waarder
· Waverveen
· Werkhoven
· Westbroek
· Willeskop
· Willige Langerak
· Wilnis
· Zegveld
· Zuilen
· Zuid-Polsbroek